# 方憲
方憲（1455年—？），字宜弼，福建興化府莆田縣人，民籍，明朝政治人物。

## 生平
福建鄉試第二名舉人，弘治三年（1490年）庚戌科三甲第八名進士，授新昌縣知縣，改原武縣知縣，卒於官，宦橐蕭然。

## 家族
曾祖方積善；祖父方夢周；父方休徵，贈員外郎。母王氏（贈宜人）；繼母黃氏。慈侍下。兄方守，參政；方彬，前工部主事。